# 5月19日
5月19日（ごがつじゅうくにち）は、グレゴリオ暦で年始から139日目（閏年では140日目）にあたり、年末まであと226日ある。

## できごと

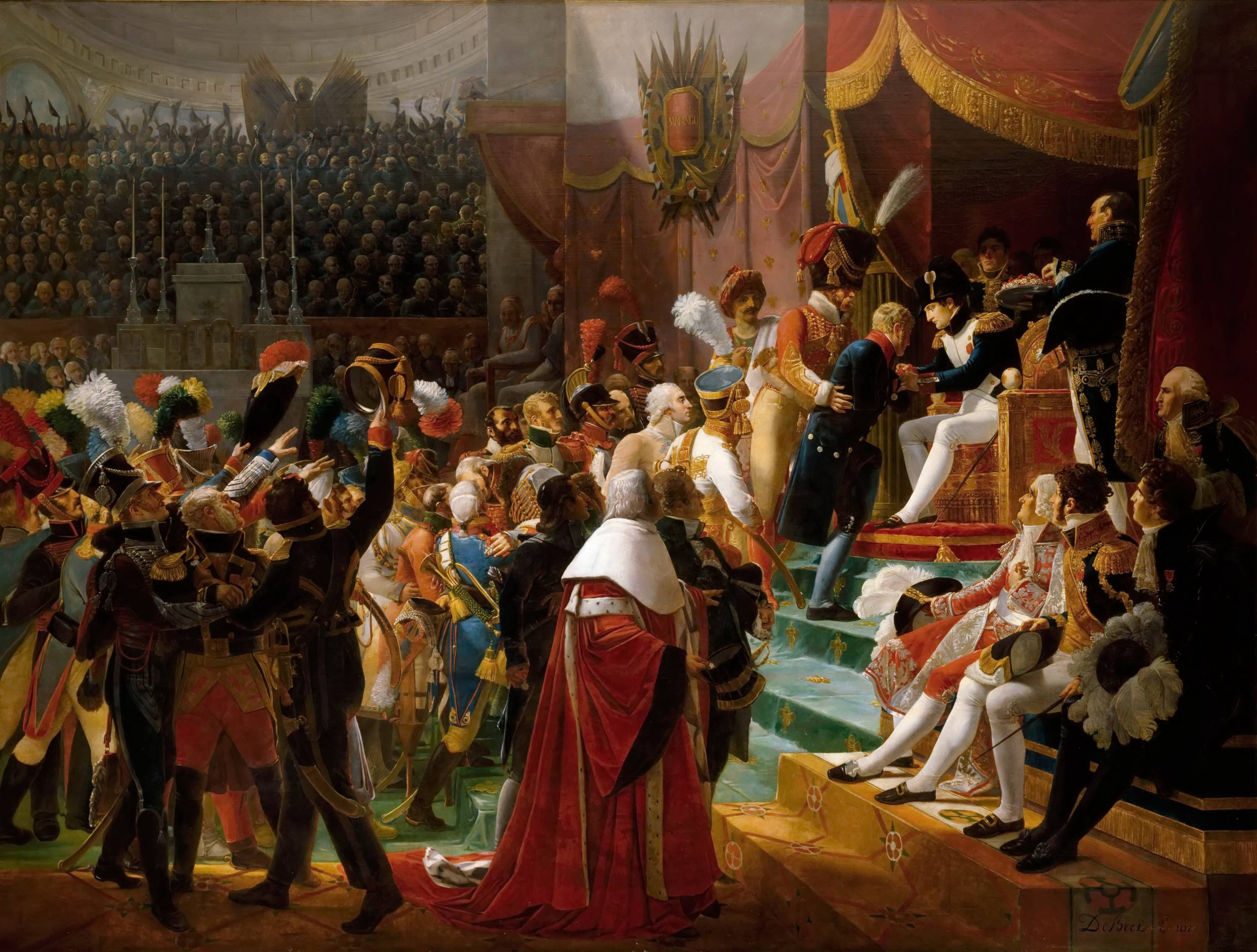
ナポレオン・ボナパルトがレジオンドヌール勲章を創設 (1802)。画像は1904年の初の授与式。

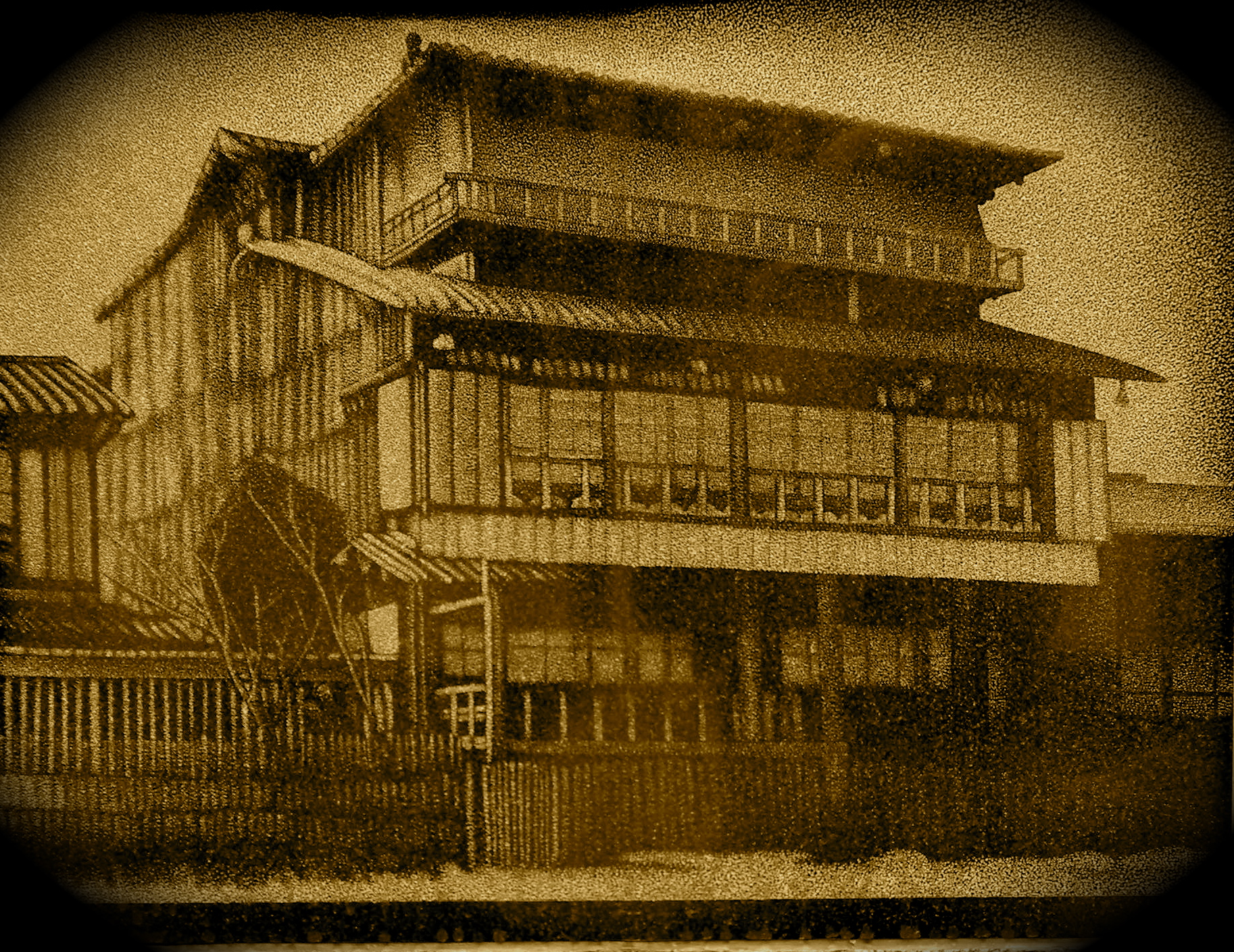
後の立命館大学となる京都法政学校設立 (1900)。当初は料亭の間借りであった（写真）。

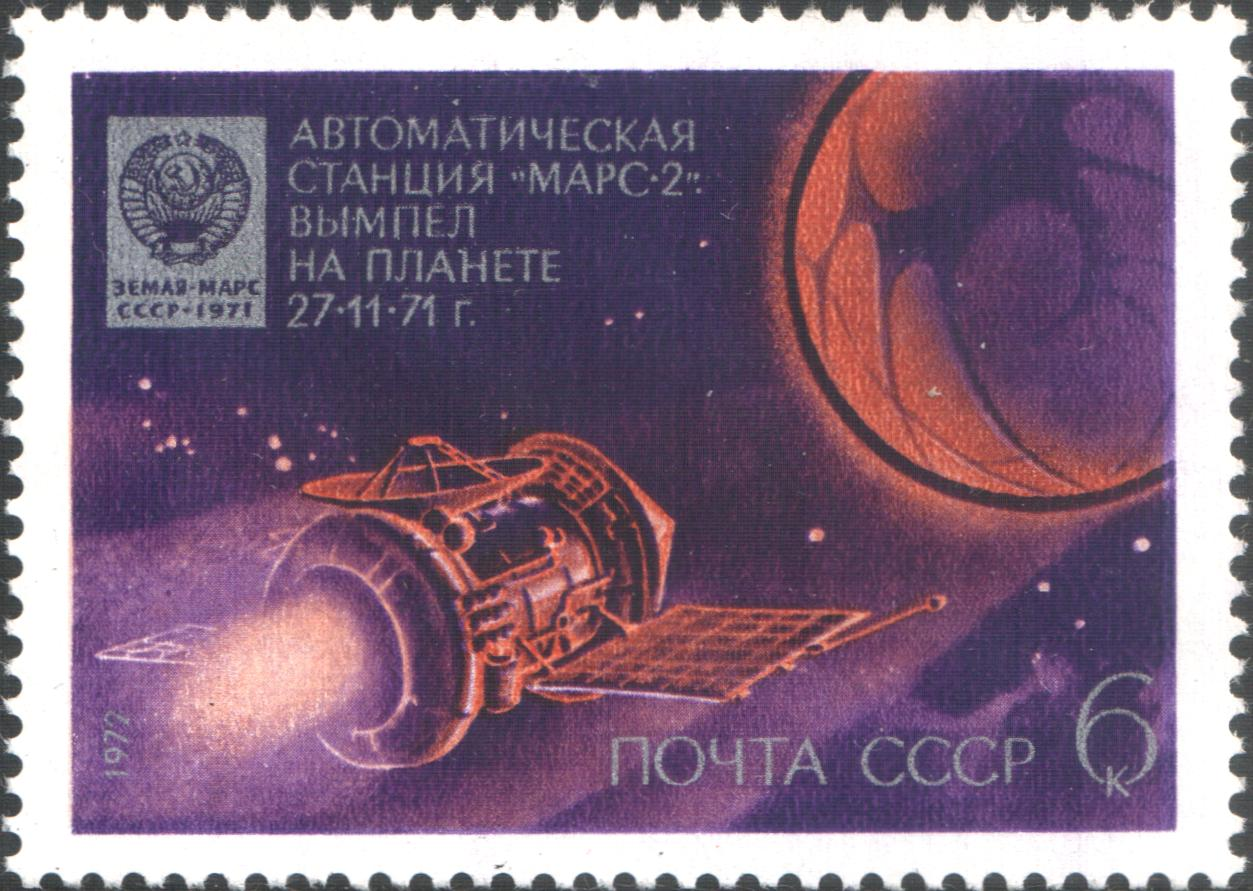
火星探査機マルス2号打ち上げ (1971)。火星に到達した世界初の人工物となった。

- 802年（延暦21年4月15日） - 蝦夷の頭領・アテルイが征夷大将軍・坂上田村麻呂に降伏。
- 1293年（正応6年4月12日） - 鎌倉大地震が発生[1]。
- 1546年（天文15年4月20日） - 河越夜戦。
- 1649年 - 清教徒革命: イングランドが共和制を宣言。イングランド共和国が成立。
- 1780年 - ニューイングランドの暗黒日[2]。
- 1802年 - ナポレオン・ボナパルトがレジオンドヌール勲章を創設。
- 1854年（嘉永7年4月23日） - 門人・吉田松陰がアメリカに密航しようとした事件に連座して、佐久間象山が逮捕される。
- 1900年 - 京都法政学校（後の立命館大学）の設立が認可される[3]。同年6月開校。
- 1910年 - ハレー彗星が太陽面を通過し、地球が彗星の尾の中に入る。「地球に衝突する」「酸素がなくなる」などのデマでパニックになる。
- 1919年 - オスマン政府より派遣されたムスタファ・ケマル・パシャがアナトリア北部の港町サムスンに上陸。トルコ独立戦争開始。
- 1935年 - ドイツのフランクフルト - ダルムシュタット間で、無料の高速道路アウトバーンが初めて開通した[4]。
- 1936年 - 埼玉県北葛飾郡の中川で渡船が転覆して乗客ら10人が死亡[5]。
- 1938年 - 日中戦争: 日本軍が徐州を占領し、徐州会戦が終結。
- 1941年 - ホー・チ・ミンらがベトミンを結成。
- 1945年 - 運輸通信省が運輸省に改組。
- 1946年 - 飯米獲得人民大会 (食糧メーデー)が行われ、約25万人の参加者を集めた[6]。参加者の一人が掲げたプラカードが不敬罪に抵触するとして逮捕される（プラカード事件）。のち不敬罪規定自体が廃止消滅したため免訴。
- 1946年 - 1943年から中止されていた東京六大学野球が再開される[7]。
- 1951年 - 北海道厚岸郡浜中村（現浜中町）の大原劇場（映画館）で火災。小・中学生ら39名が焼死[8][9]。

- 1952年 - 後楽園スタヂアムでのNBA世界フライ級王座戦で指名挑戦者白井義男がダド・マリノに判定勝ちをし、日本人初のプロボクシング世界王者となる。
- 1956年 - 科学技術庁設置。
- 1961年 - ソ連による世界初の金星探査機「ベネラ1号」が金星に最接近。（打ち上げは2月12日）
- 1971年 - ソ連が火星探査機「マルス2号」を打上げ。
- 1975年 - 三菱重工爆破事件など連続企業爆破事件を起こした東アジア反日武装戦線の主要メンバー8人を一斉逮捕[10]。
- 1977年 - オリエント急行の最終便がパリを出発。
- 1980年 - 衆議院解散（ハプニング解散）[11]。解散後に初の衆参同日選挙が実施された。
- 1998年 - ナンバープレート（自動車登録番号標のみ）の分類番号が一部地域のみ3桁化、自家用と事業用のみ希望番号制を実施。
- 2000年 - 犯罪被害者保護法公布。
- 2008年 - ドバイで建設中のブルジュ・ドバイ（現 ブルジュ・ハリーファ）が、1991年に倒壊したワルシャワラジオ塔の高さ649.7mに達し、史上最も高い建造物となる。
- 2009年 - 中国工業情報化部より、2009年7月1日から中国国内で生産・発売されるパソコンすべてに検閲ソフト「緑壩・花季護航」のインストールが義務付けられると発表される。
- 2010年 - 後楽園ホールにてプロボクシング・世界チャンピオン会発足式[12]。
- 2016年 - エジプト航空804便墜落事故[13]。
- 2017年 - 衆議院法務委員会、組織犯罪処罰法（組織的な犯罪の処罰及び犯罪収益の規制等に関する法律）改正案（「共謀罪」法案）を採決[14]。
- 2017年 - 沖縄県・石垣島の「白保竿根田原洞穴遺跡」で見つかった人骨が、国内最古の約2万7千年前のものとみられることを、沖縄県立埋蔵文化財センターが発表[15]。
- 2018年 - イギリス、ヘンリー王子とアメリカの女優、メーガン・マークルが結婚。サセックス公爵夫妻となる[16]。
- 2018年 - 第71回カンヌ国際映画祭にて、是枝裕和の『万引き家族』がコンペティション部門最高賞（パルム・ドール）を受賞[17]。
- 2023年 - 第49回先進国首脳会議が広島市で開催される。
- 2024年 - 東アーザルバーイジャーン州ヘリコプター墜落事故が発生。イラン北西部でエブラーヒーム・ライースィー大統領らを乗せたヘリコプターが墜落し、全員が死亡したことが確認された。

## 誕生日

### 人物
| 人類はあらゆるものの喪失を耐えることができる。人類の全ての持ち物はその真の尊厳を侵すことなく取り去ることができる――改善する可能性というただ1つのものを除いて。（『学者の使命』1794） |

| 多と一との絶対矛盾的自己同一の世界においては、主体が自己否定的に環境を形成することは、逆に環境が新なる主体を形成することである。（『絶対矛盾的自己同一』1939） |

| もし自由のために死ぬ準備がないのなら、あなたの語彙から「自由」の語を取り除きなさい。（『シカゴ・ディフェンダー』紙、1962年11月28日） |

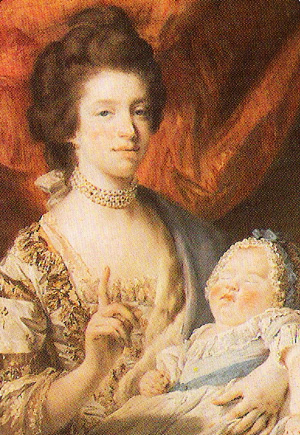
イギリス王妃シャーロット・オブ・メクレンバーグ＝ストレリッツ(左; 1744-1818)誕生。

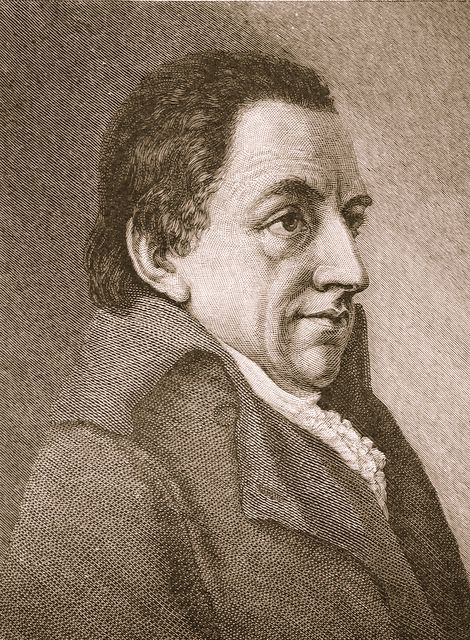
ドイツ観念論の哲学者、ヨハン・ゴットリープ・フィヒテ(1762-1814)誕生。

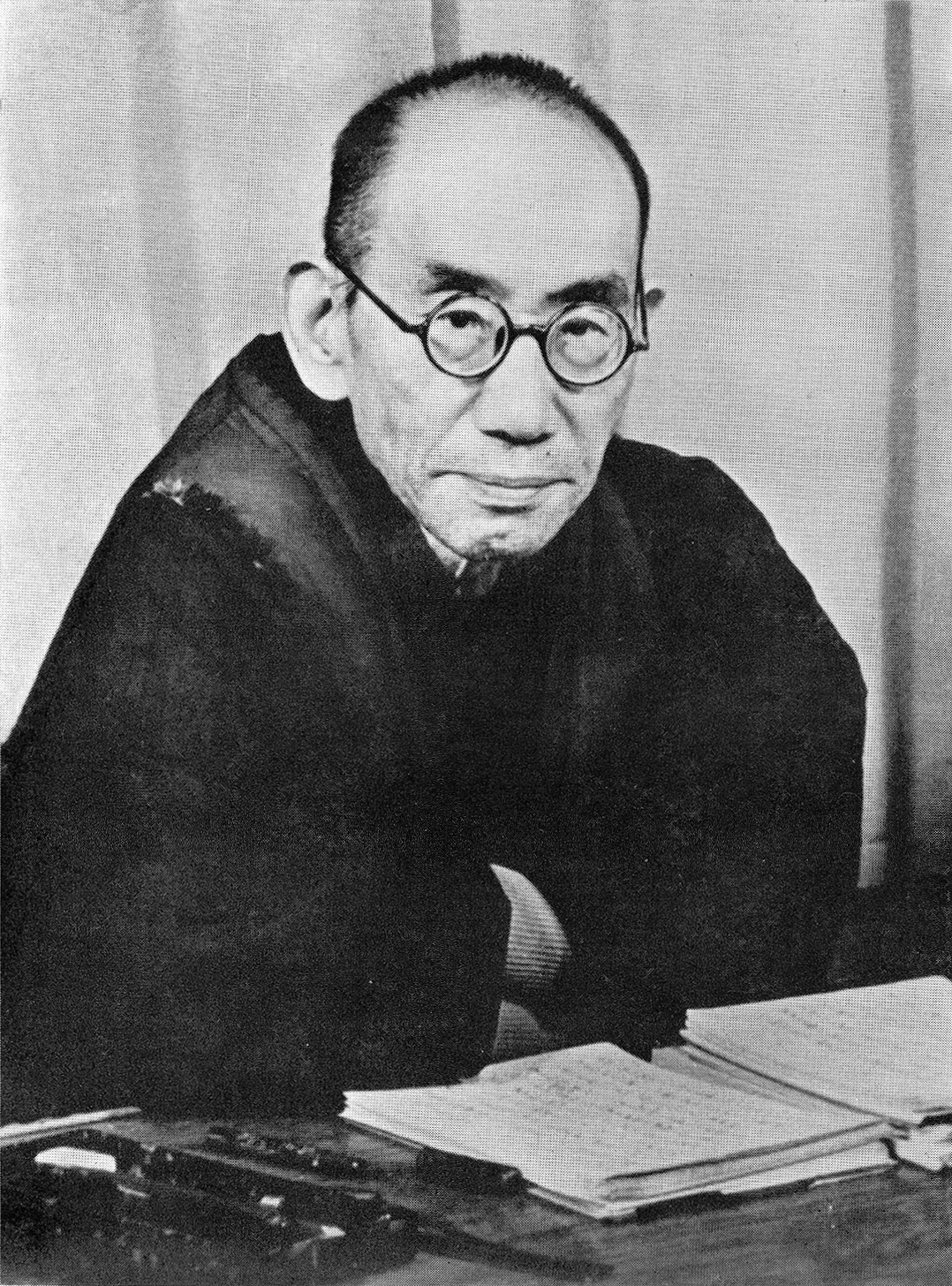
京都学派を創始した哲学者、西田幾多郎(1870-1945)誕生。

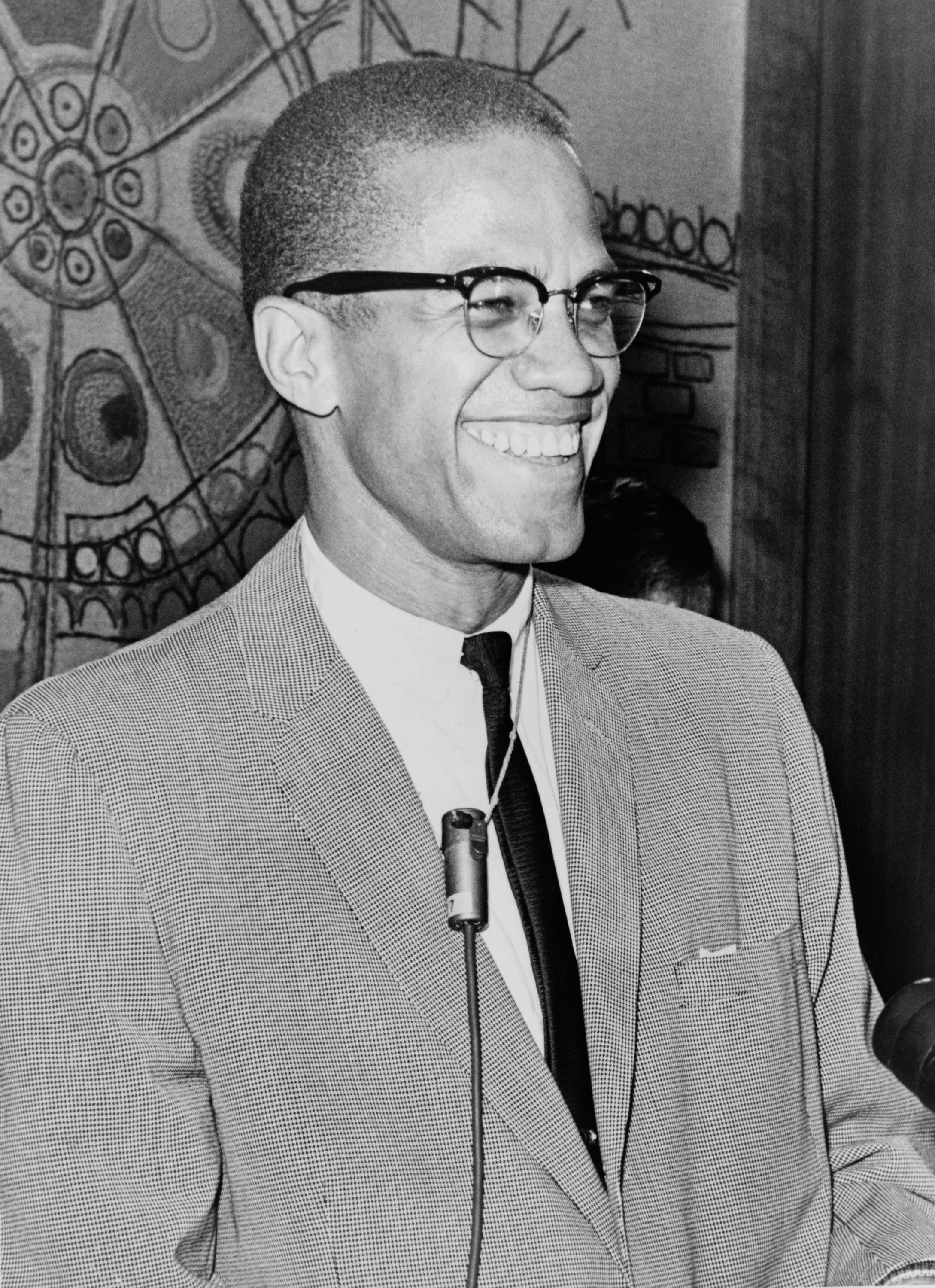
黒人公民権運動活動家、マルコムX(1925-1965)誕生。

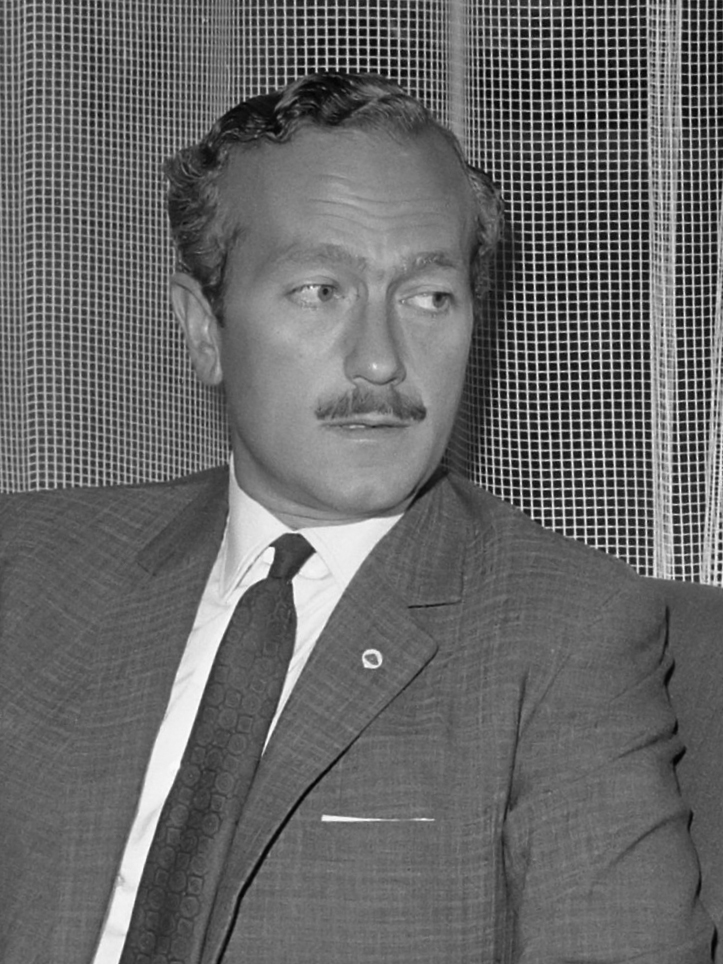
ロータス・カーズ創業者コーリン・チャップマン(1928-1982)誕生。

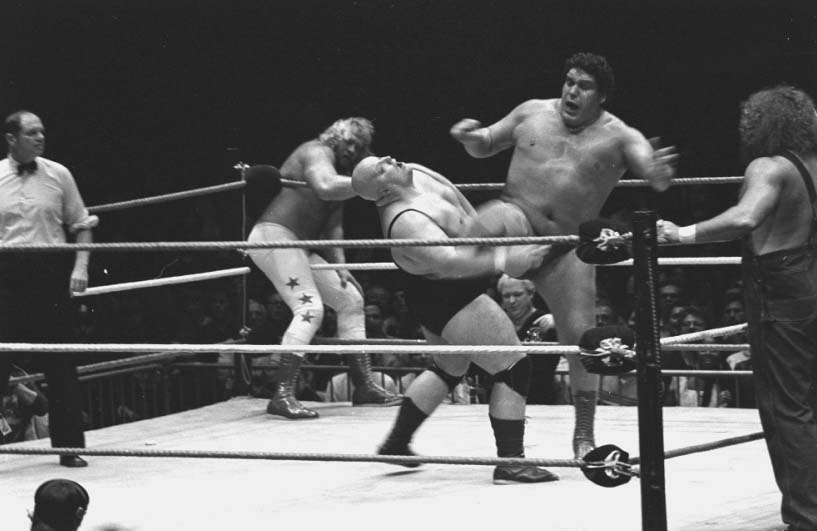
巨人症のプロレスラー、アンドレ・ザ・ジャイアント(1946-1993)誕生。

- 1476年 - エレナ・イヴァノヴナ (ポーランド王妃)、ポーランド王アレクサンデルの妃（+ 1513年）
- 1593年 - ヤーコブ・ヨルダーンス、画家（+ 1678年）
- 1698年（元禄11年4月10日） - 稲垣昭賢、第2代鳥山藩主、初代鳥羽藩主（+ 1753年）
- 1719年（享保4年4月1日） - 井伊直存、第4代与板藩主（+ 1760年）
- 1746年（延享3年3月29日） - 岡部長修、第7代岡部藩主（+ 1796年）
- 1767年（享保9年4月27日） - 池田定就、第3代若桜藩（+ 1790年）
- 1744年 - シャーロット、イギリス王ジョージ3世の妃（+ 1818年）
- 1762年 - ヨハン・ゴットリープ・フィヒテ、哲学者（+ 1814年）
- 1767年（明和4年4月22日） - 加藤泰賢、第6代新谷藩主（+ 1830年）
- 1830年（文政13年閏3月27日） - 伊達宗徳、第9代宇和島藩主（+ 1905年）
- 1849年（嘉永2年4月27日） - 阿部泰蔵、実業家、官僚、明治生命保険（現明治安田生命保険）創業者（+ 1924年）
- 1850年（嘉永3年4月8日） - 星亨、政治家（+ 1901年）
- 1857年（安政4年4月26日） - 大久保忠順、第8代鳥山藩主（+ 1914年）
- 1860年 - ヴィットーリオ・エマヌエーレ・オルランド、政治家、イタリア首相（+ 1952年）
- 1861年 - ネリー・メルバ、ソプラノ歌手（+ 1931年）
- 1864年（元治元年4月14日） - 吉田東伍、歴史学者、地理学者（+ 1918年）
- 1868年 - ジョン・フィルモア・ヘイフォード、測地学者（+ 1925年）
- 1870年（明治3年4月19日） - 西田幾多郎、哲学者（+ 1945年）
- 1877年 - 薄田泣菫、詩人（+ 1945年）
- 1882年 - モハンマド・モサッデク、政治家、イラン首相（+ 1967年）
- 1884年 - アルトゥール・ムールマンス、作曲家（+ 1966年）
- 1890年 - 瀧井治三郎、実業家、政治家、元タキイ種苗社長（+ 1973年）
- 1890年 - ホー・チ・ミン、政治家、初代ベトナム民主共和国主席（+ 1969年）
- 1896年 - メリト・アコスタ、元プロ野球選手（+ 1963年）
- 1897年 - エンリコ・マイナルディ、チェリスト、作曲家（+ 1976年）
- 1901年 - ユーリー・ビリビン、地質学者（+ 1952年）
- 1902年 - 橋本石洲、俳諧師（+ 1986年）
- 1907年 - 秋庭太郎、演劇学者、国文学者（+ 1985年）
- 1908年 - パーシー・ウィリアムズ、陸上競技選手（+ 1982年）
- 1908年 - 藤田辰三、ハードル選手（+ 没年不詳）
- 1909年 - ニコラス・ウィントン、チェコ・キンダートランスポート創設者（+ 2015年）
- 1912年 - 鍋島直紹、佐賀県知事、科学技術庁長官（+ 1981年）
- 1914年 - マックス・ペルツ、科学者（+ 2002年）
- 1921年 - ダニエル・ジェラン、俳優（+ 2002年）
- 1921年 - 相田暢一、野球選手、アマチュア野球指導者（+ 2012年）
- 1923年 - 三輪彰、映画監督、脚本家
- 1925年 - マルコムX、黒人運動指導者（+ 1965年）
- 1925年 - ポル・ポト、政治家（+ 1998年）
- 1926年 - 沢島忠、映画監督（+ 2018年）
- 1926年 - 賀来龍三郎、実業家、元キヤノン社長（+ 2001年）
- 1926年 - 大川功、実業家、CSKホールディングス創業者（+ 2001年）
- 1928年 - コーリン・チャップマン、デザイナー、ロータス・カーズ創業者（+ 1982年）
- 1929年 - 熊谷信昭、工学者（+ 2018年）
- 1929年 - 奥平康弘、憲法学者（+ 2015年）
- 1929年 - 池田健太郎、ロシア文学者（+ 1979年）
- 1930年 - 堀源一郎、天文学者（+ 2001年）
- 1931年 - 靉嘔、美術家
- 1931年 - 吉永春子、ジャーナリスト、テレビディレクター（+ 2016年）
- 1932年 - アルマ・コーガン、歌手（+ 1966年）
- 1932年 - ポール・アードマン、小説家、経済評論家（+ 2007年）
- 1933年 - 三浦秋鶴、書家
- 1933年 - 波和二、詐欺師、元エル・アンド・ジー会長
- 1933年 - 岩瀬順三、出版人、KKベストセラーズ・ワニマガジン社・ワニブックス創業者（+ 1986年）
- 1935年 - 佃明忠、元プロ野球選手
- 1935年 - 鈴木志郎康、詩人（+ 2022年）
- 1936年 - 興津立雄、元プロ野球選手（+ 2022年）
- 1936年 - エリザベート・シュバルツ、フィギュアスケート選手
- 1937年 - 松田岩夫、政治家（+ 2022年）
- 1938年 - イゴール・テルオバネシアン、陸上競技選手
- 1939年 - ヤーニス・ルーシス、陸上競技選手（+ 2020年）
- 1939年 - ジェームズ・フォックス、俳優
- 1940年 - 牛次郎、漫画原作者、小説家
- 1940年 - 福島博憲、登山家、社会事業家
- 1940年 - ヤン・ヤンセン、自転車競技選手
- 1941年 - ブルーノ・レオナルド・ゲルバー、ピアニスト
- 1942年 - ゲイリー・キルドール、デジタルリサーチ社創業者（+ 1994年）
- 1944年 - 石田義久、陸上競技指導者、元ハンマー投げ選手
- 1944年 - 西川克弘、元プロ野球選手
- 1944年 - 鈴木信吾、画家、版画家（+ 1993年）
- 1945年 - ピート・タウンゼント、ミュージシャン、小説家（ザ・フー）
- 1946年 - アンドレ・ザ・ジャイアント、プロレスラー（+ 1993年）
- 1947年 - 西沢正次、元プロ野球選手
- 1947年 - 朝倉宏二、声優
- 1947年 - デイヴィッド・ヘルフゴット、ピアニスト
- 1948年 - トム・スコット、サクソフォーン奏者
- 1948年 - グレイス・ジョーンズ、モデル、歌手、女優
- 1949年 - アーチー・マニング、アメリカンフットボール選手
- 1949年 - 並木正芳、政治家
- 1950年 - 猪狩元秀、日本拳法家、元キックボクサー、実業家
- 1950年 - タデウス・スルシャルスキー、陸上競技選手（+ 1998年）
- 1950年 - 林家染語楼 (4代目)、落語家（+ 2005年）
- 1951年 - ジョーイ・ラモーン、ミュージシャン（ラモーンズ）（+ 2001年）
- 1951年 - ディック・スレーター、プロレスラー
- 1952年 - 鈴木一功、俳優
- 1952年 - チャーリー・スペディング、陸上競技選手
- 1952年 - ベルト・ファン・マルワイク、元サッカー選手、指導者
- 1953年 - 高橋裕、調教師
- 1954年 - 大塚芳忠、声優
- 1954年 - 鈴木博文、ミュージシャン
- 1954年 - 池之上格、元プロ野球選手
- 1954年 - フィル・ラッド、ドラマー（AC/DC）
- 1955年 - ジェームズ・ゴスリン、ソフトウェア技術者
- 1956年 - 大橋泰彦、劇作家、演出家、劇団離風霊船主宰者
- 1956年 - 諸橋泰樹、社会学者
- 1957年 - ビル・レインビア、バスケットボール選手
- 1957年 - 四方晴美、元女優
- 1958年 - 大友直人、指揮者
- 1958年 - 神田陽子、講談師
- 1959年 - 島田満、脚本家
- 1959年 - 阿部俊子、政治家
- 1960年 - リチャード・スターク、デザイナー、クロムハーツ創始者
- 1961年 - 千葉一幹、日仏比較文学者、日本近現代文学者、文芸評論家
- 1962年 - 宮下正彦、元プロ野球選手（+ 2008年）
- 1962年 - 都築和彦、漫画家
- 1964年 - 木村貴宏、キャラクターデザイナー（+ 2023年）
- 1964年 - 飯島夕雁、政治家
- 1964年 - ルイス・アキーノ、元プロ野球選手
- 1964年 - さかき孝輔、声優
- 1965年 - 近藤洋介、政治家
- 1965年 - グレゴリー・ザリアン、俳優
- 1966年 - 松浦宏明、元プロ野球選手
- 1966年 - 山崎慎太郎、元プロ野球選手
- 1966年 - 三浦学、元陸上競技選手、指導者（+ 1995年）
- 1968年 - 荘口彰久、アナウンサー
- 1968年 - 本間聡、総合格闘家
- 1968年 - アラン・ジンター、元プロ野球選手
- 1969年 - トマス・ヴィンターベア、映画監督
- 1970年 - 佐川潔、元プロ野球選手
- 1972年 - 鈴木一輝、元声優、元子役
- 1972年 - スコット・マクレーン、元プロ野球選手
- 1973年 - ダリオ・フランキッティ、レーシングドライバー
- 1974年 - エマ・シャプラン、コロラトゥーラ歌手
- 1974年 - ナワーズッディーン・シッディーキー、俳優
- 1975年 - 安藤政信、俳優
- 1975年 - 島袋光年、漫画家
- 1975年 - 道尾秀介、小説家
- 1976年 - 蔦谷好位置、音楽プロデューサー
- 1976年 - 紀田彰一、元プロ野球選手
- 1976年 - ケビン・ガーネット、バスケットボール選手
- 1977年 - しまだかおり、声優
- 1977年 - 飯田雅司、元プロ野球選手
- 1977年 - 山下勝充、元プロ野球選手
- 1977年 - ブランドン・インジ、プロ野球選手
- 1977年 - ラファエル・クルス、プロ野球選手
- 1977年 - マヌエル・アルムニア、元サッカー選手
- 1977年 - 平井崇士、元プロバスケットボール選手
- 1978年 - マーカス・ベント、元サッカー選手
- 1979年 - 三浦綾乃、声優
- 1979年 - 小田智之、元プロ野球選手
- 1979年 - アンドレア・ピルロ、元サッカー選手
- 1979年 - ディエゴ・フォルラン、元サッカー選手
- 1980年 - 影山のぞみ、タレント
- 1980年 - 田才千恵、ファッションモデル
- 1980年 - 旭堂南也、講談師、お笑い芸人（シンプル）
- 1980年 - アナスタシア・ギマゼトディノワ、フィギュアスケート選手
- 1981年 - 梅原大吾、プロゲーマー
- 1981年 - ジョルジュ・サンピエール、総合格闘家
- 1981年 - 樋口直哉、小説家
- 1982年 - 山田大起、スキージャンプ選手
- 1982年 - 金子みひろ、女優、タレント、元AV女優
- 1982年 - 鈴木祐輔、元サッカー選手
- 1982年 - レベッカ・ホール、女優
- 1983年 - ルスラン・カラエフ、元キックボクサー
- 1984年 - 佐藤拓也、声優
- 1985年 - 芹那、タレント（元SDN48）
- 1985年 - ルーキタエ、タレント、DJ（元あやまんJAPAN）
- 1985年 - 大橋隆之、元ハンドボール選手
- 1985年 - ジョン・コルタジャレナ、ファッションモデル
- 1986年 - 村上耕平、俳優
- 1986年 - 澤部佑、お笑い芸人（ハライチ）
- 1986年 - 渋川難波、プロ雀士
- 1987年 - 仲村美香、ファッションモデル
- 1988年 - リリー・コール、ファッションモデル
- 1988年 - 甲斐田樹里、タレント（元SDN48）
- 1988年 - 後藤あゆみ、プロボクサー
- 1988年 - 大石港与、元陸上競技選手
- 1989年 - 原田フニャオ、お笑い芸人（ダンビラムーチョ）
- 1989年 - JASMINE、シンガーソングライター
- 1989年 - 久保ユリカ、声優
- 1989年 - 三觜要介、元俳優
- 1989年 - 阿部和成、元プロ野球選手
- 1989年 - 伊藤正樹、元陸上競技選手
- 1990年 - 堀澤かずみ、タレント
- 1990年 - 小原優花、ファッションモデル
- 1990年 - 田村三果、歌手（元MOSHIMO）
- 1990年 - 藤沢あぐり、元ファッションモデル、女優
- 1990年 - 服部梨花、元バレーボール選手
- 1990年 - 石井里沙、元バレーボール選手
- 1990年 - イマコラータ・シレッシ、バレーボール選手
- 1990年 - ジェイコーブ・クレイガー、俳優
- 1990年 - ビクトル・イバルボ、サッカー選手
- 1991年 - 三宿菜々、グラビアアイドル、バラエティタレント
- 1992年 - サム・スミス、シンガーソングライター
- 1992年 - 才木玲佳、女優、元アイドル、元プロレスラー
- 1992年 - コレサワ、シンガーソングライター
- 1992年 - 三浦拓、フットサル選手
- 1993年 - 神木隆之介、俳優
- 1993年 - 藤澤涼架、ミュージシャン（Mrs.GREEN APPLE）
- 1994年 - 赤間有華、アナウンサー
- 1994年 - 永島聖羅、タレント、元アイドル（元乃木坂46）
- 1994年 - 松森彩夏、プロゴルファー
- 1995年 - 笹川萌、野球選手、YouTuber
- 1996年 - 齊藤稜駿、元俳優
- 1996年 - 東坂みゆ、グラビアアイドル
- 1996年 - 鄭現、テニス選手
- 1997年 - 名良橋拓真、サッカー選手
- 1997年 - 鈴木彩夏、ラグビー選手
- 1997年 - 青柳昴樹、元プロ野球選手
- 2000年 - 勝隆一、俳優
- 2001年 - キム・ドンファン、プロアイスホッケー選手
- 2002年 - 佐藤太陽、プロ野球選手
- 2003年 - 菱川花菜、声優
- 生年不詳 - なっこ、歌手、モデル、コスプレイヤー
- 生年不詳 - 高橋剛、声優
- 生年不詳 - 深増祐一、声優
- 生年不詳 - 岩浪美和、音響監督

### 人物以外（動物など）
- 1974年 - マルゼンスキー、競走馬、種牡馬（+ 1997年）
- 1995年 - ヴァレンヌ、競走馬、種牡馬

## 忌日

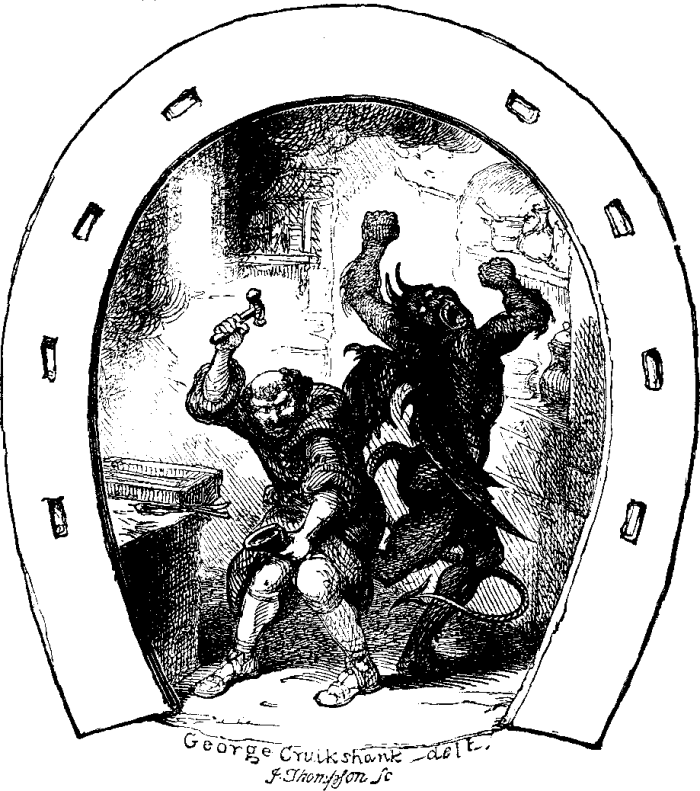
カトリック教会の聖職者ドゥンスタン(909-988)没。悪魔のあしらいを巡る伝説が多い。

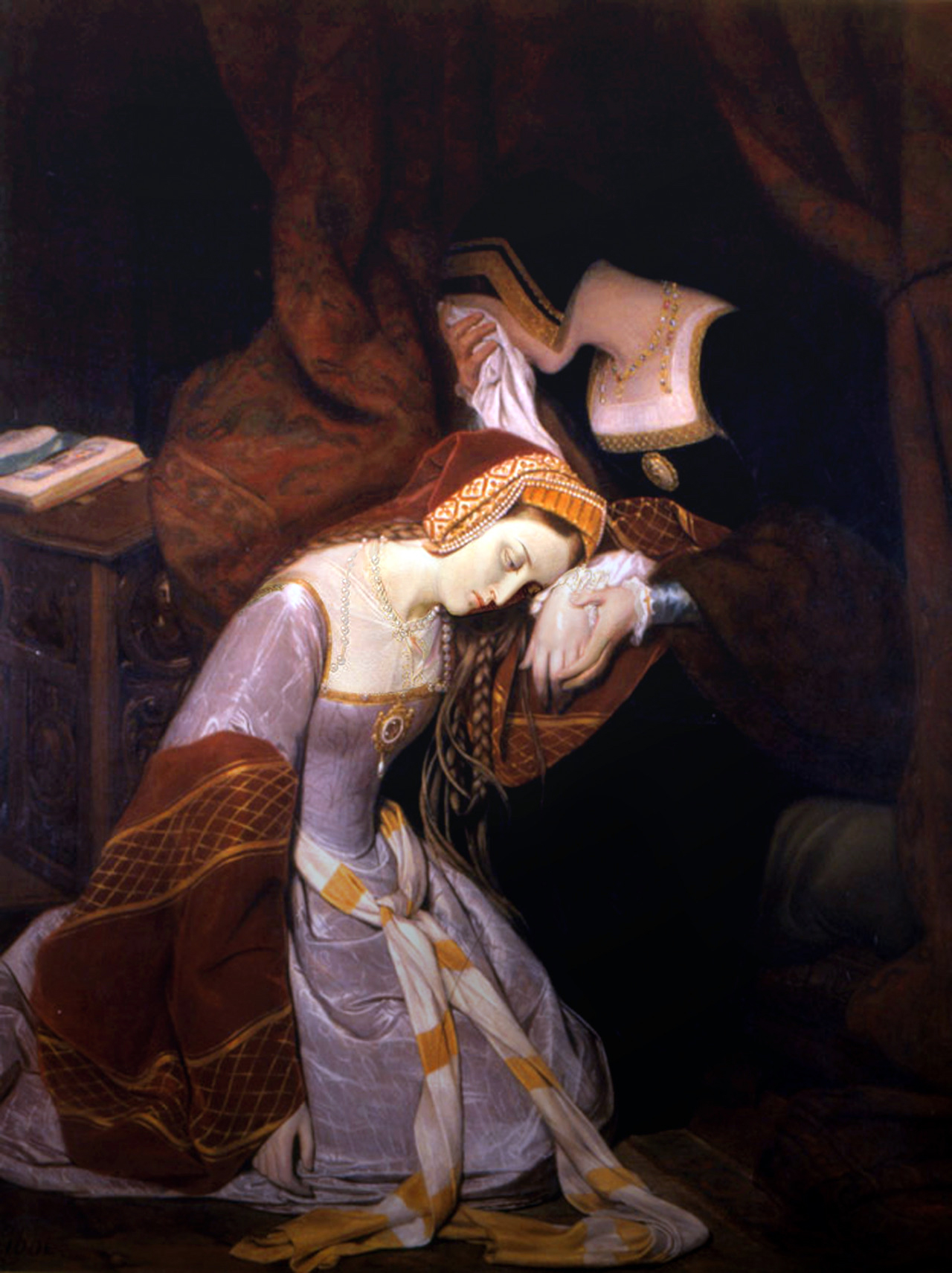
イングランド王妃アン・ブーリン(1507-1536)斬首。画像はロンドン塔に幽閉されたアン。

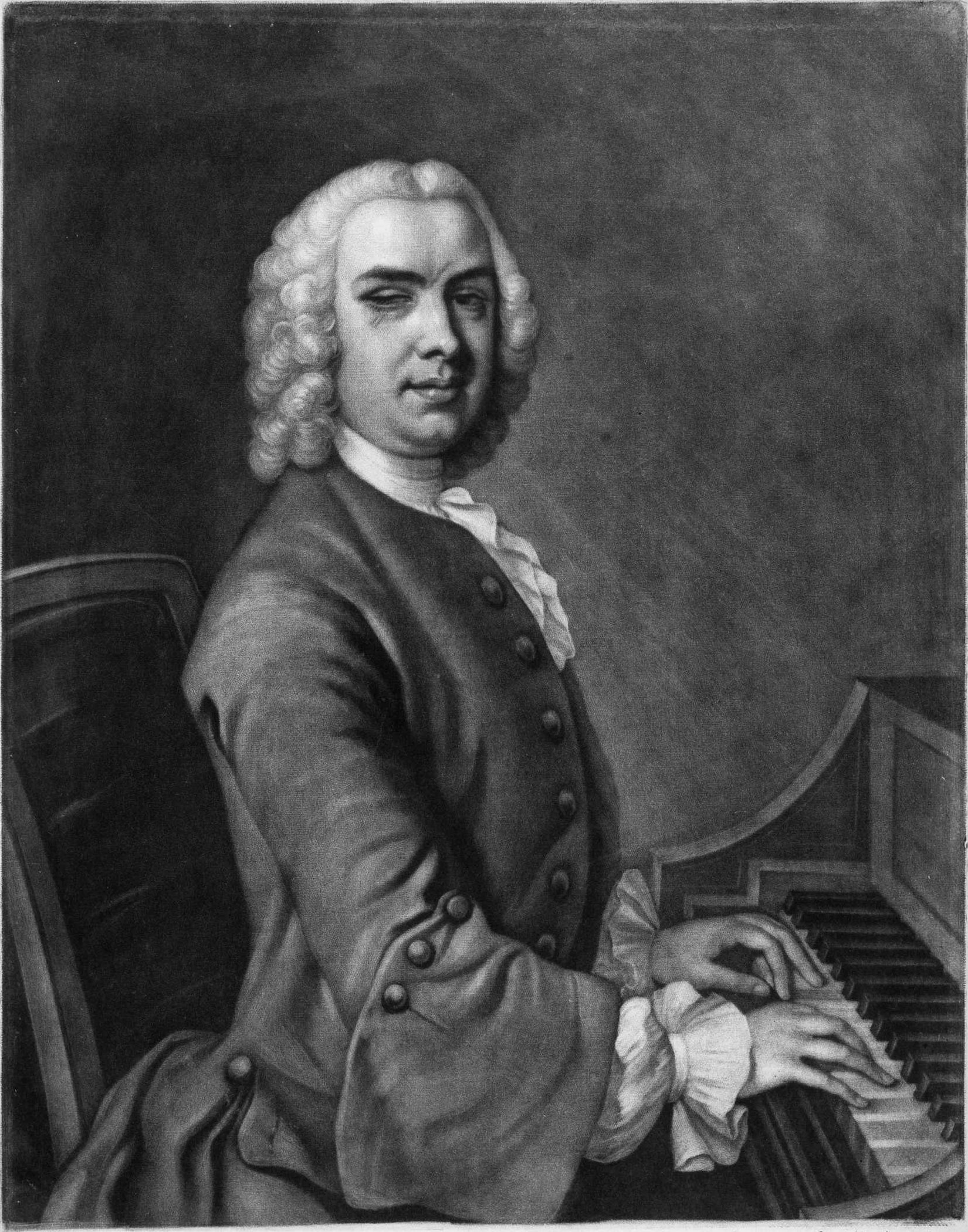
作曲家ジョン・スタンリー(1712-1786)没。

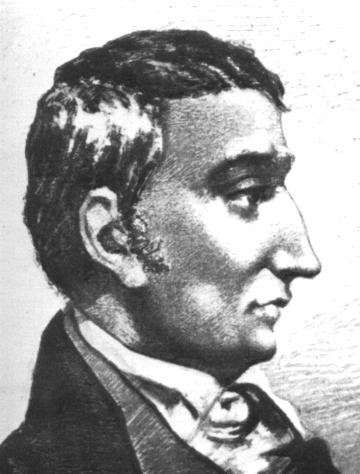
社会主義思想家アンリ・ド・サン＝シモン(1760-1825)没。

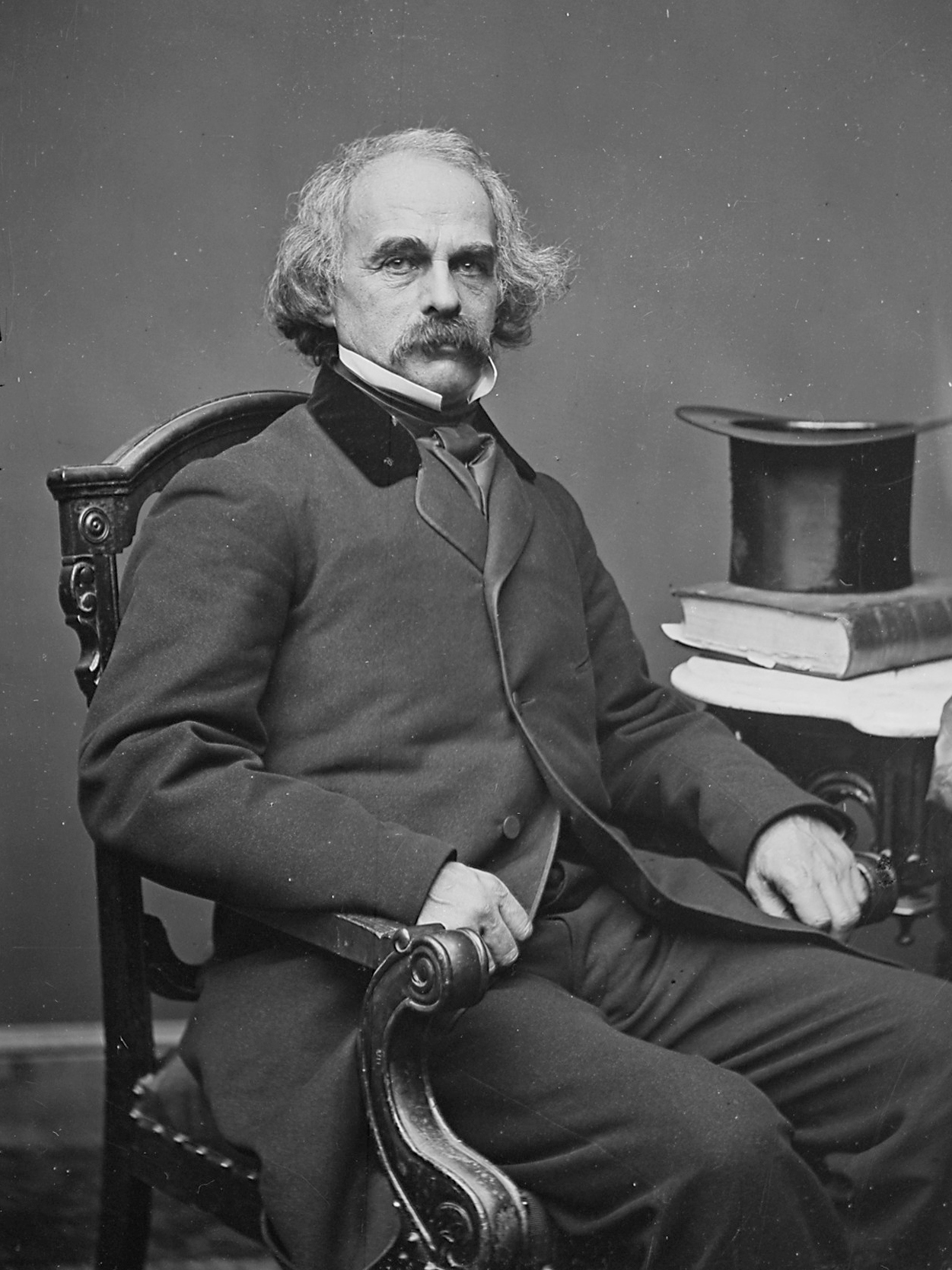
作家ナサニエル・ホーソーン(1804-1864)没。

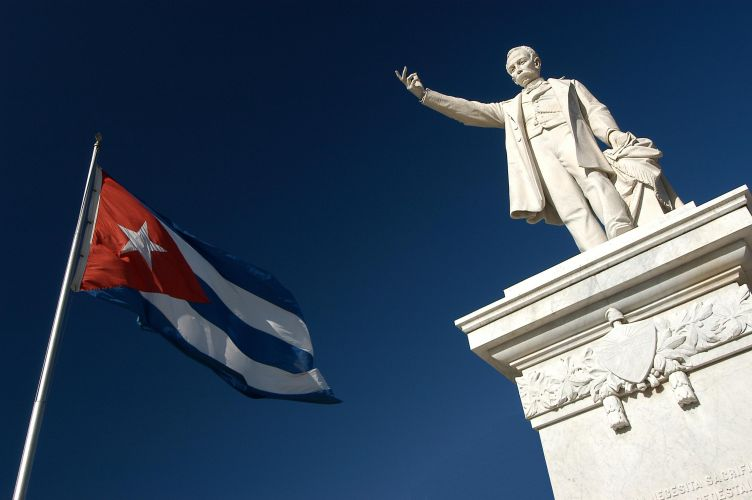
キューバの英雄、ホセ・マルティ(1853-1895)戦死。

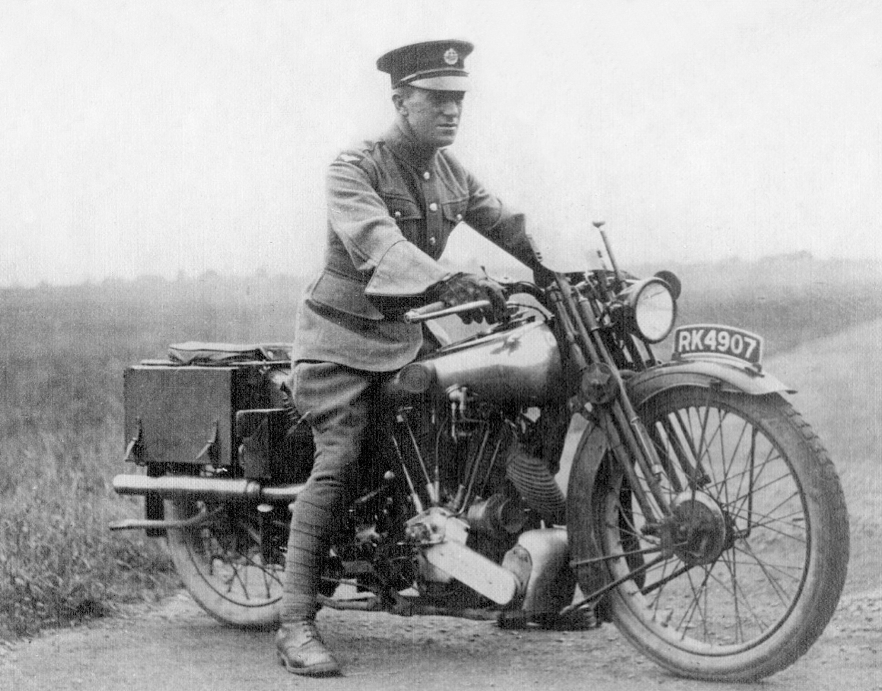
アラビアのロレンスことトーマス・エドワード・ロレンス(1888-1935)、オートバイ事故で没。

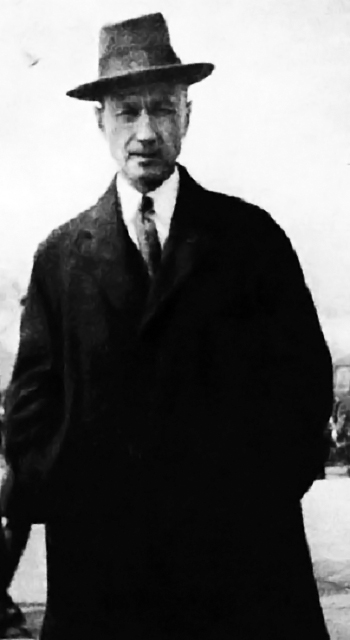
現代音楽の作曲家チャールズ・アイヴズ(1874-1954)没。

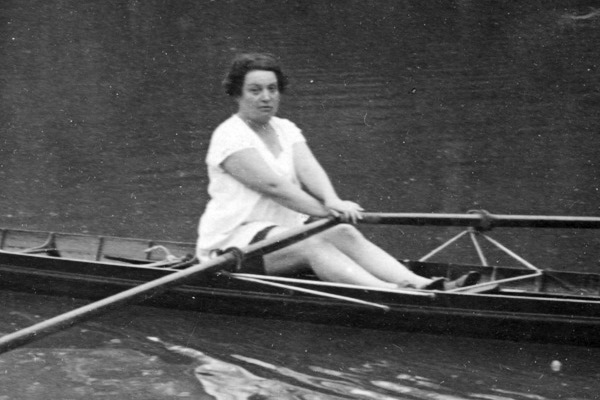
国際女子スポーツ連盟創設者アリス・ミリア(1884-1957)没。

- 804年 - アルクィン、修道士（* 735年）
- 988年 - ドゥンスタン、カンタベリー大司教（* 909年）
- 1125年 - ウラジーミル2世モノマフ、キエフ大公（* 1053年）
- 1296年 - ケレスティヌス5世、第192代ローマ教皇（* 1215年）
- 1389年 - ドミートリー・ドンスコイ、第4代モスクワ大公（* 1350年）
- 1536年 - アン・ブーリン、イングランド王ヘンリー8世の王妃（* 1502年頃）
- 1601年 - コスタンツォ・ポルタ、作曲家（* 1528年もしくは1529年）
- 1673年（寛文13年4月3日） - 隠元隆琦、明の禅僧、日本黄檗宗の開祖（* 1592年）
- 1706年（宝永3年4月8日） - 有馬頼旨、第5代久留米藩主（* 1685年）
- 1724年（享保9年4月27日） - 松平宗昌、第7代福井藩主（* 1675年）
- 1786年 - ジョン・スタンリー、作曲家（* 1712年）
- 1795年 - ジェイムズ・ボズウェル、作家（* 1740年）
- 1825年 - アンリ・ド・サン＝シモン、社会主義思想家（* 1760年）
- 1864年 - ナサニエル・ホーソーン、小説家（* 1804年）
- 1887年 - 矢野玄道、国学者（* 1823年）
- 1895年 - ホセ・マルティ、キューバ独立運動指導者（* 1853年）
- 1898年 - ウィリアム・グラッドストン、政治家、第41 43 45 47代イギリス首相（* 1809年）
- 1909年 - ヘンリー・H・ロジャーズ、実業家（* 1840年）
- 1918年 - フェルディナント・ホドラー、画家（* 1853年）
- 1922年 - 江原素六、政治家、麻布学園創設者（* 1842年）
- 1928年 - マックス・シェーラー、哲学者（* 1874年）
- 1935年 - チャールズ・マーティン・レフラー、作曲家（* 1861年）
- 1935年 - トーマス・エドワード・ロレンス、イギリスの軍人、考古学者（* 1888年）
- 1940年 - フィリップ・フルトヴェングラー、数学者（* 1869年）
- 1942年 - アーサー・エドワード・ウェイト、魔術師、ウェイト版タロット製作者（* 1857年）
- 1942年 - ジョゼフ・ラーモア、物理学者（* 1857年）
- 1943年 - ビリー・シン、オーストラリアの狙撃手（* 1886年）
- 1946年 - 中部幾次郎、実業家、林兼商店（現マルハ）創業者（* 1866年）
- 1954年 - チャールズ・アイヴズ、作曲家（* 1874年）
- 1957年 - アリス・ミリア、国際女子スポーツ連盟創設者（* 1884年）
- 1958年 - ロナルド・コールマン、俳優（* 1891年）
- 1961年 - 三遊亭柳枝、漫才師、コメディアン（* 1903年）
- 1966年 - 近藤兵太郎、高校野球指導者（* 1888年）
- 1968年 - 大谷米太郎、実業家（* 1881年）
- 1968年 - 山口薫、画家（* 1907年）
- 1969年 - コールマン・ホーキンス、ジャズサクソフォーン奏者（* 1904年）
- 1970年 - 岡晴夫、歌手（* 1916年）
- 1970年 - レイ・シャーク、元プロ野球選手（* 1892年）
- 1974年 - 南原繁、東京帝国大学総長、政治学者（* 1889年）
- 1976年 - 平井呈一、編集者、翻訳家（* 1902年）
- 1978年 - 岩淵悦太郎、国語学者（* 1905年）
- 1982年 - 宗宮房之助、元プロ野球選手（* 1920年）
- 1985年 - タピオ・ヴィルカラ、デザイナー、彫刻家（* 1915年）
- 1986年 - 藤野節子、女優（* 1928年）
- 1987年 - ジェイムズ・ティプトリー・Jr.、SF作家（* 1915年）
- 1989年 - C・L・R・ジェームズ、ジャーナリスト（* 1901年）
- 1989年 - 阿部昭、小説家（* 1934年）
- 1991年 - 竹中労、ルポライター（* 1930年）
- 1994年 - ジャクリーン・ケネディ・オナシス、ジョン・フィッツジェラルド・ケネディ夫人（* 1929年）
- 1994年 - ルイス・オカーニャ、自転車競技選手（* 1945年）
- 1996年 - 北条秀司、劇作家、著述家（* 1902年）
- 1996年 - 高橋悦史、俳優（* 1935年）
- 1998年 - 高田浩吉、俳優（* 1911年）
- 1998年 - 宇野宗佑、政治家、第75代内閣総理大臣（* 1922年）
- 1999年 - キャンディ・キャンディード、声優（* 1913年）
- 1999年 - 森安なおや、漫画家（* 1934年）
- 2003年 - 磯野万亀男、実業家、元野村不動産社長（* 1909年）
- 2004年 - 金田一春彦、国語学者（* 1913年）
- 2009年 - ロバート・ファーチゴット、化学者、ノーベル生理学・医学賞受賞者（* 1916年）
- 2009年 - 太田竜、革命思想家（* 1930年）
- 2010年 - 荒川修作、現代美術家（* 1936年）
- 2010年 - 梶木剛、文芸評論家（* 1937年）
- 2011年 - 藤平光一、合気道家、心身統一合氣道創始者（* 1920年）
- 2012年 - 杉山平一、詩人、映画評論家（* 1914年）
- 2012年 - ボブ・ブーザー、バスケットボール選手、1960年ローマ五輪金メダリスト（* 1937年）
- 2013年 - 北川石松、政治家、第24代環境庁長官（* 1919年）
- 2013年 - 伊藤忠治、政治家（* 1934年）
- 2014年 - 文挟夫佐恵、俳人（* 1914年）
- 2014年 - ジャック・ブラバム、レーシングドライバー（* 1926年）
- 2014年 - 四代目春風亭柳桜、落語家（* 1952年）
- 2014年 - 宮下順一郎、政治家、元青森県むつ市長（* 1952年）
- 2014年 - K、ギタリスト（* 1976年）
- 2015年 - ハッピー・ロックフェラー、ネルソン・ロックフェラーの2番目の妻（* 1926年）
- 2015年 - 槇弥生子、歌人（* 1931年）
- 2016年 - アレクサンドル・アストリュック、映画監督、作家、カメラ万年筆提唱者（* 1923年）
- 2017年 - 杉田豊、グラフィックデザイナー、絵本作家、筑波大学名誉教授（* 1930年）
- 2017年 - 黒見哲夫、政治家、元鳥取県境港市長（* 1932年）
- 2017年 - スタニスラフ・ペトロフ、ロシア戦略ロケット軍元中佐（* 1939年）
- 2017年 - スタンリー・グリーン、報道写真家（* 1949年）
- 2017年 - 市村直樹、空手家（* 1966年）
- 2018年 - バーナード・ルイス、歴史学者、プリンストン大学名誉教授（* 1916年）
- 2018年 - 上寺久雄、教育学者、兵庫教育大学名誉教授（* 1920年）
- 2018年 - 大坪景章、新聞記者、俳人（* 1924年）
- 2018年 - ロバート・インディアナ、現代美術家、舞台美術家、衣装デザイナー（* 1928年）
- 2018年 - レジー・ルーカス、ミュージシャン、ソングライター、音楽プロデューサー（* 1953年）
- 2019年 - 小玉明利、プロ野球監督、元プロ野球選手（* 1935年）
- 2019年 - 木村進、お笑い芸人、喜劇役者（* 1950年）
- 2020年 - 田中一朗、元プロ野球選手（* 1932年）
- 2020年 - 松田昌士、実業家、元東日本旅客鉄道社長（* 1936年）
- 2020年 - 齊藤栄吉、銀行家、元富山銀行頭取（* 1955年）
- 2021年 - マルティン・トゥルノフスキー、指揮者（* 1928年）
- 2021年 - 新良篤、銀行家、元住友信託銀行（現三井住友信託銀行）社長（* 1933年）
- 2021年 - リー・エバンス、陸上競技選手、1968年メキシコシティー五輪金メダリスト（* 1947年）
- 2022年 - 玄哲海、軍人、元朝鮮人民軍元帥（* 1934年）
- 2022年 - 向浩一、実業家、日本コンピューターテクノロジー（現コムチュア）創業者（* 1946年）
- 2023年 - 上岡龍太郎、タレント（* 1942年）
- 2023年 - マーティン・エイミス、小説家（* 1949年）
- 2023年 - ティモシー・ケラー、長老派牧師、神学者、キリスト教弁証家（* 1950年）
- 2023年 - アンディ・ルーク、ベーシスト（* 1964年）
- 2024年 - 戸田禎佑、東洋美術史家、東京大学名誉教授（* 1934年）
- 2024年 - 田辺和夫、銀行家、元中央三井信託銀行社長・中央三井トラスト・ホールディングス社長、初代三井住友トラスト・ホールディングス社長（* 1945年）
- 2024年 - エブラーヒーム・ライースィー、政治家、法律家、第8代イラン大統領（* 1960年）
- 2024年 - ホセイン・アミールアブドッラーヒヤーン、外交官、政治家、元イラン外相（* 1964年）
- 2025年 - ユーリー・グリゴローヴィチ、バレエ振付家（* 1927年）
- 2025年 - 明石昌夫、音楽プロデューサー、アレンジャー、ベーシスト、マニピュレーター（* 1957年）

## 記念日・年中行事

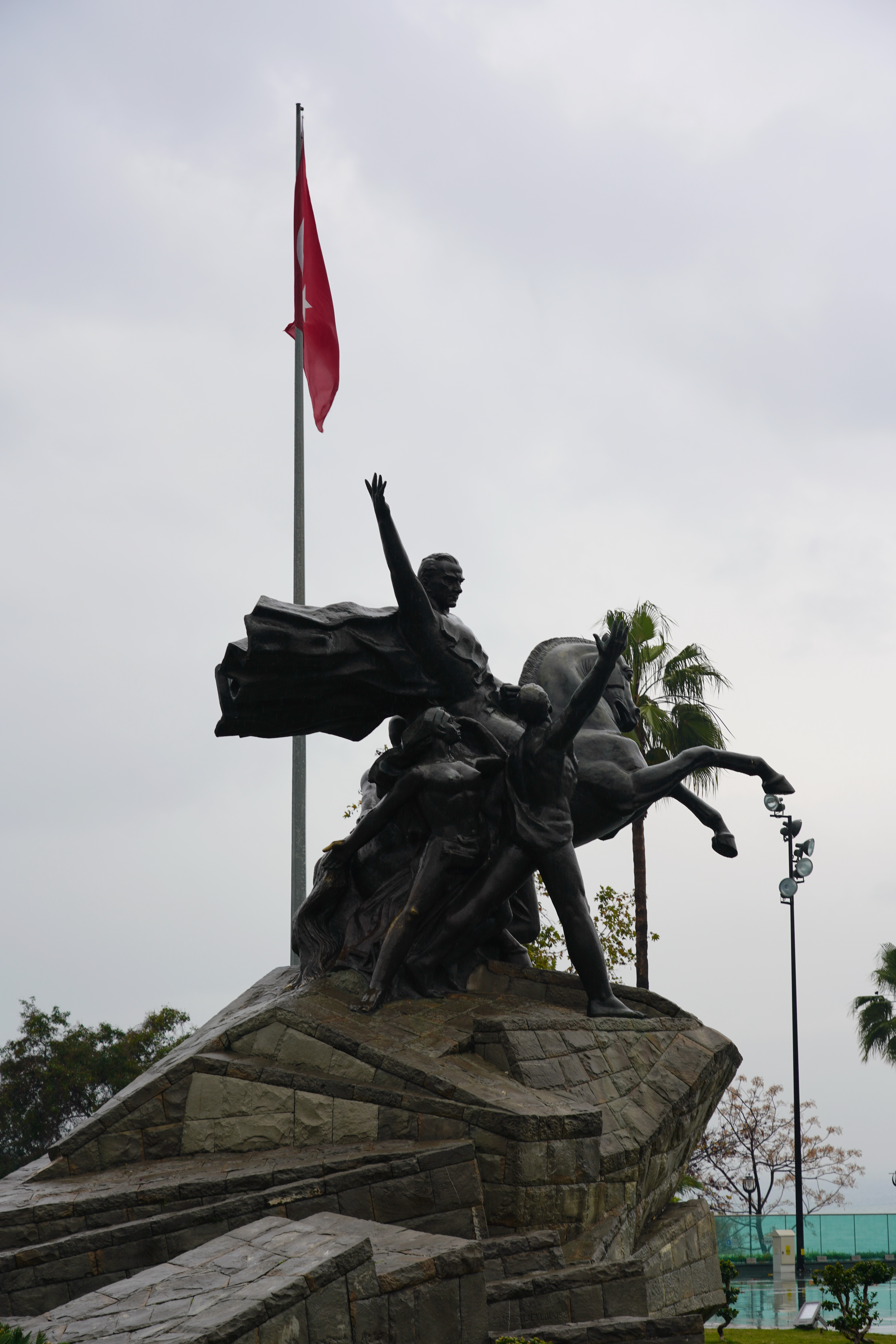
画像はアンタルヤにあるアタテュルク像。

- アタテュルク記念と青少年とスポーツの日（英語版）（ トルコ・北キプロス）
1919年のこの日、オスマン政府より派遣されたケマル・アタテュルクがアナトリア北部の港町サムスンに上陸したことを記念。第一次大戦に敗れたトルコは連合国に分割占領されたが、各地でそれに反対する抵抗運動が起こっていた。ケマルは抵抗運動抑止のために派遣されたものであったが、その意に反して抵抗運動の指導者となった。この日はトルコ解放戦争開始の日として記念日とされている。
- 旅行の日( 中華人民共和国)
2011年に中国国務院によって正式に設立されたのは、「徐霞客遊記」の初日を記念するためです。 5月19日とその前後の数日間、中国全国が「旅行の日」の活動に集中する。
- ボクシングの日（ 日本）
日本プロボクシング協会が2010年に制定。1952年のこの日、挑戦者・白井義男が世界フライ級チャンピオンのダド・マリノに判定勝ちし、日本初のボクシング世界タイトル保持者となったことを記念。同時にプロ野球での名球会に相当する「プロボクシング・世界チャンピオン会」を結成した。
- セメントの日（ 日本）
1875年のこの日、官営深川セメント製造所にて宇都宮三郎らが国産初のポルトランドセメントの製造に成功したことを記念。
- 世界肝炎デー（ 世界、2008年 - 2010年）
世界肝炎アライアンスが制定。2010年5月に世界保健機関が7月28日を世界肝炎デーとすることを決議した。
- キカイダー・ブラザーズ・デイ（ アメリカ合衆国ハワイ州マウイ郡）
ハワイでは石森章太郎原作の特撮ヒーロー番組「人造人間キカイダー」が、熱狂的に愛されており、ハワイ州知事によって4月12日が「ジェネレーション・キカイダー・デイ」に、マウイ郡長により5月19日が「キカイダー・ブラザーズ・デイ」に制定されている[18]。